# Lehtinen (ö i Kuhmois, Lummenne)
Lehtinen är en ö i Finland. Den ligger i sjön Lummenne och i kommunen Kuhmois i den ekonomiska regionen  Jämsä  och landskapet Mellersta Finland, i den södra delen av landet, 150 km norr om huvudstaden Helsingfors. Öns area är 1,8 hektar och dess största längd är 270 meter i sydöst-nordvästlig riktning.